# Falco tinnunculus
Il gheppio comune (Falco tinnunculus Linnaeus, 1758) è un rapace della famiglia Falconidae ampiamente diffuso in Europa, Africa e Asia. Molti conoscono il gheppio poiché ha conquistato le città come proprio ambiente e si caratterizza per il suo originale volo oscillante.

## Etimologia
L'epiteto specifico, tinnunculus, che tradotto letteralmente significa che risuona, che tintinna, rimanda probabilmente al suo verso, che assomiglia ad un ti ti ti ti.

## Descrizione

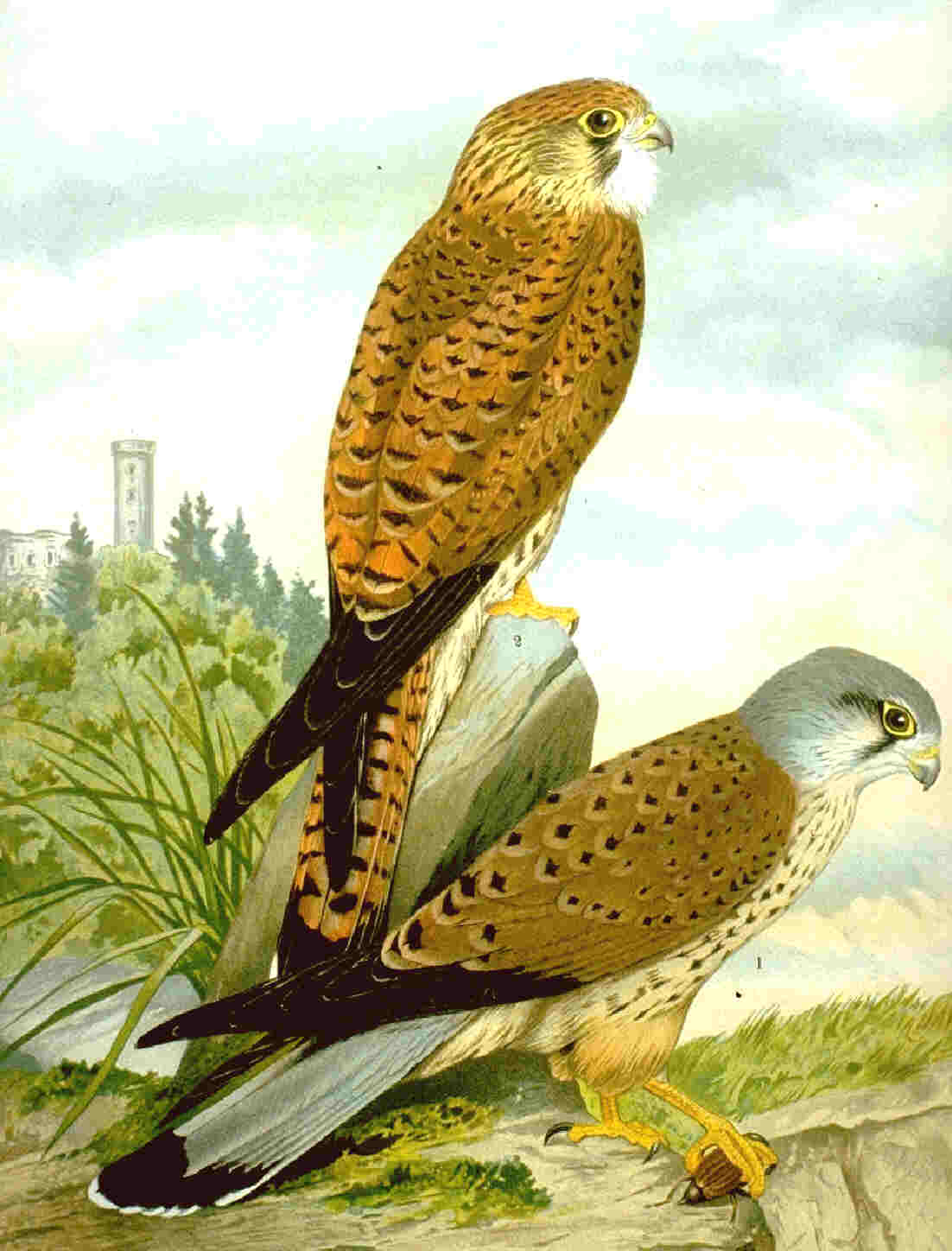
Raffigurazione di due gheppi comuni da: Naumann, Naturgeschichte der Vögel Mitteleuropas: Volume V, Tavola 20 - Gera, 1899

### Piumaggio
I gheppi mostrano più che altre specie un acceso dimorfismo sessuale. La caratteristica più notevole è che i maschi hanno la testa di colore grigio chiaro, le femmine invece sono uniformemente di colore rosso mattone. I maschi hanno le ali di colore rossastro e sono caratterizzati da alcune macchie scure a volte dalla forma di asterisco. Il fondoschiena e la coda - il cosiddetto fascio - è di colore completamente grigio chiaro con un trattino nero finale e una bordatura bianca. La parte inferiore è di color crema chiaro con strisce o macchie marroncine. La parte inferiore del ventre è invece totalmente bianca.
La femmina adulta è bordata di scuro nella schiena. A differenza del maschio anche il fascio è marrone e mostra inoltre diverse strisce laterali e una fascia terminale ben definita. Anche la parte inferiore è più scura che nel maschio e mostra una pezzatura più forte. I piccoli assomigliano nel piumaggio alle femmine. Tuttavia le loro ali sembrano più rotonde e più corte che nei gheppi adulti. Inoltre le punte delle loro penne remiganti primarie presentano margini più chiari.
La cera e gli anelli attorno agli occhi, che sono gialli negli uccelli adulti, negli esemplari giovani vanno dall'azzurro al verde giallastro. In entrambi i sessi la coda è arrotondata poiché le penne esterne sono più corte di quelle centrali. Negli adulti le punte delle ali raggiungono la fine della coda. Le gambe sono giallo chiare e gli artigli sono neri.

### Corporatura

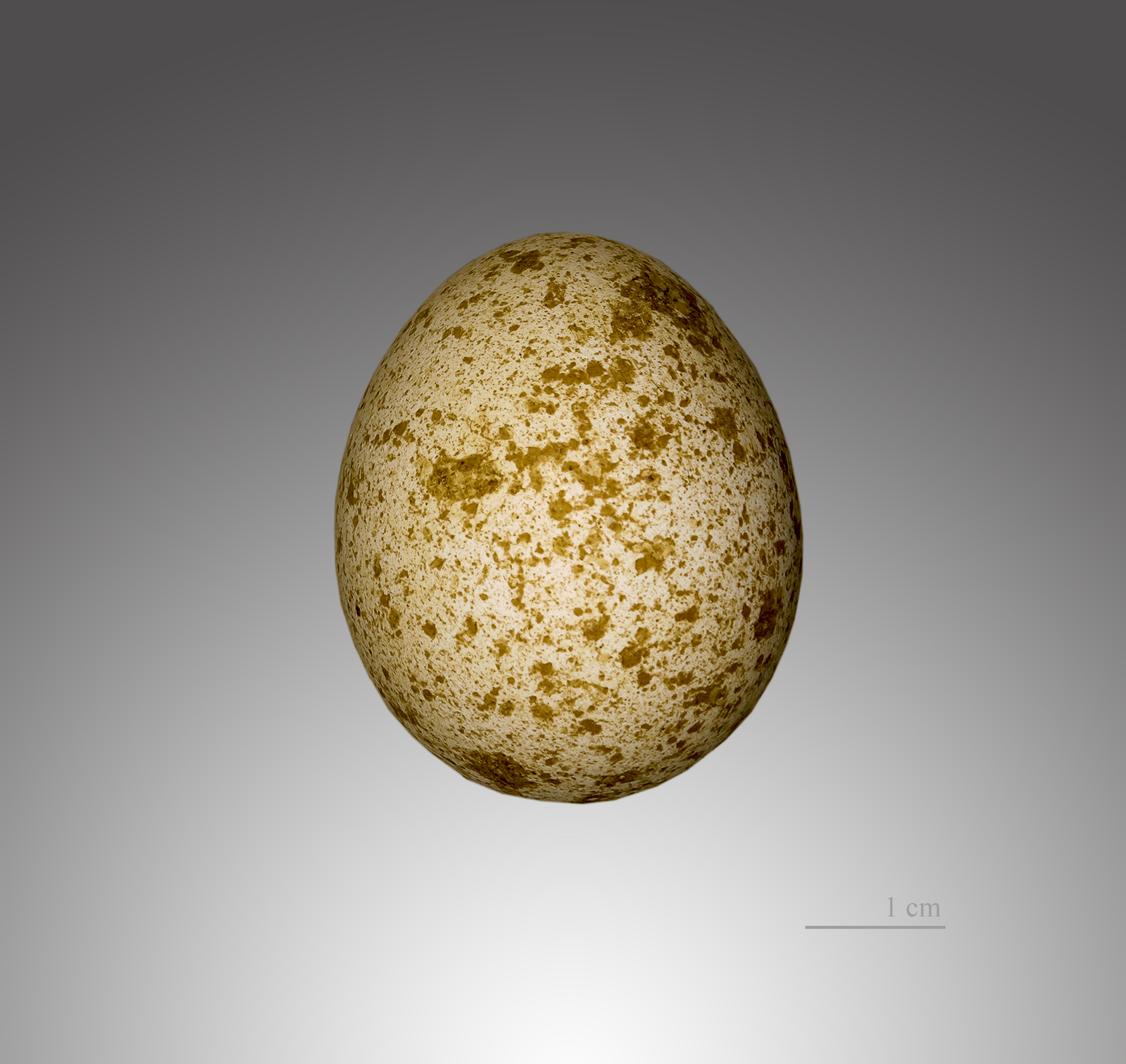
Uovo di Falco tinnunculus

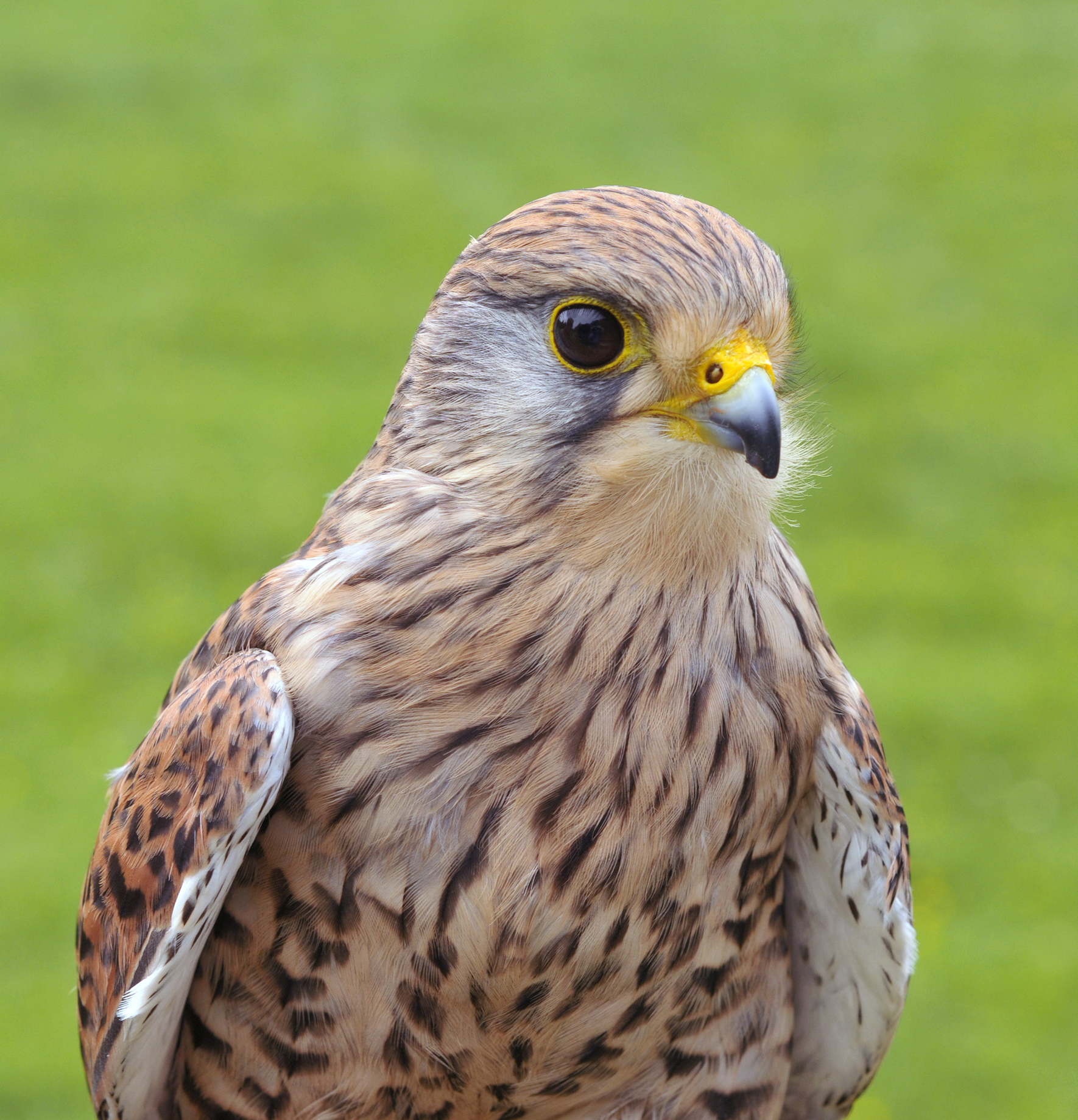
Gheppio comune

Come tutti i falconiformi, il gheppio è dotato di 15 vertebre nel collo che gli permettono di girare il capo di 180° e di osservare appollaiati su un albero una preda fino a 220 gradi senza doversi muovere.
La corporatura dei gheppi (lunghezza e apertura alare) varia a seconda della sottospecie e del sesso. Nella sottospecie presente in Europa (Falco tinnunculus tinnunculus) i maschi hanno un'apertura alare di 74 cm, le femmine di 78.
Il peso degli individui varia parecchio a seconda del sesso. Normalmente un gheppio maschio pesa sui 200 grammi, una femmina 20 grammi in più. Il peso delle femmine varia a seconda del periodo: nel periodo di deposizione delle uova arrivano a pesare anche 300 grammi. Le femmine più pesanti sono normalmente più fortunate nella cura dei piccoli nel nido.

### Aspetto in volo

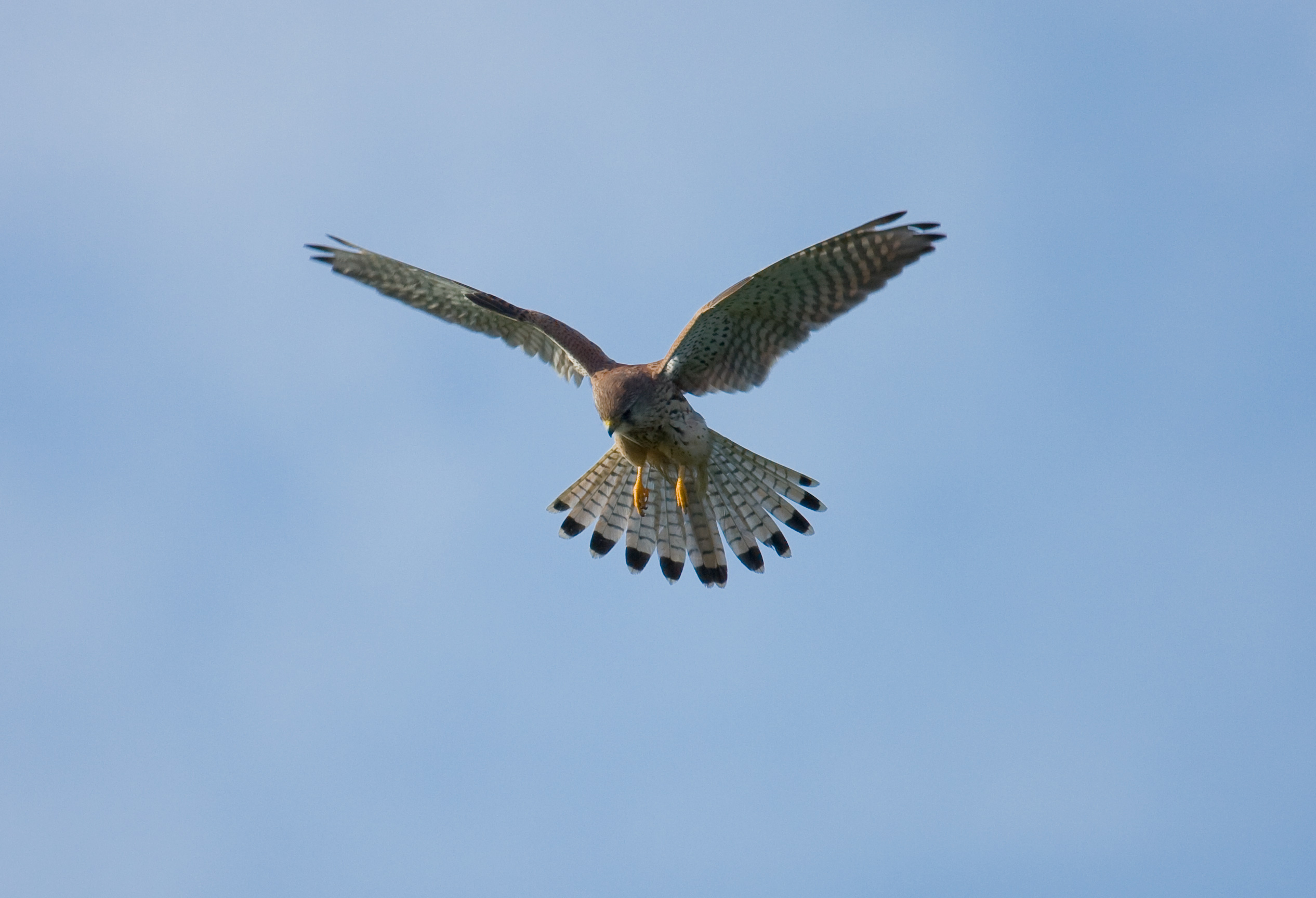
Posizione di volo a "Spirito Santo"

Il gheppio è caratterizzato da un volo particolare: a differenza di altri rapaci, sbatte le ali frequentemente, ma la caratteristica più evidente è il cosiddetto volo a "Spirito Santo", durante il quale si mantiene totalmente fermo in aria, con piccoli battiti delle ali e tenendo la coda aperta a ventaglio, sfruttando il vento per mantenersi stabile e osservare il suolo in cerca di prede.

## Biologia

### Movimenti e distribuzione
Il gheppio è sia migratore regolare che stanziale. Le rotte migratorie interessano periodi di svernamento in Africa, in Asia centrale e occidentale, in India e nel Sud est asiatico mentre in primavera, si spostano verso l'Europa centrale e la Turchia. In Italia è forse il rapace più comune (primato conteso con la poiana) e in prevalenza stanziale. È maggiormente concentrato nell'Italia centrale e risulta essere anche molto diffuso nelle isole; inoltre negli ultimi decenni ha registrato un notevole aumento nel Nord Italia a fronte di sempre maggiori coppie nidificanti nella Pianura Padana, soprattutto nelle città, dove vi è una grande disponibilità di prede.

### Habitat
Come già accennato, il gheppio è ben diffuso nelle città, ma il suo areale originario comprende una vasta gamma di ambienti: boschi, praterie e terreni agricoli; predilige molto le zone rocciose e alberate con grandi spazi aperti per cacciare. Lo si trova comunemente dalla costa alla montagna, non oltre i 2000 metri d'altitudine.

### Alimentazione
Si nutre di piccoli mammiferi, uccelli, insetti e lucertole. Spesso localizza le sue prede mentre è in volo oppure li scruta dal suo posatoio, una struttura sopraelevata che può essere un pilone, un albero, un lampione o il tetto di una casa.

### Riproduzione
Nidifica sulle torri e nelle fenditure delle rocce, oppure si appropria del nido di altri uccelli come quelli delle cornacchie e dei piccioni. La femmina depone 5-7 uova la cui incubazione richiede circa un mese. La cova è curata dalla sola femmina, anche se occasionalmente il maschio la sostituisce temporaneamente. Il maschio, comunque, provvede alla cattura delle prede per alimentare la sua famiglia.

## Tassonomia
Sono note le seguenti sottospecie:
- Falco tinnunculus tinnunculus Linnaeus, 1758 - ampiamente diffusa in Europa, Nord Africa e Asia, sino alla Siberia
- Falco tinnunculus perpallidus (Clark, AH, 1907) - diffusa dalla Siberia alla Corea e alla Cina
- Falco tinnunculus interstinctus McClelland, 1840 - presente dall'Himalaya all'Indocina e al Giappone
- Falco tinnunculus objurgatus (Baker, ECS, 1927) - diffusa in India e Sri Lanka
- Falco tinnunculus canariensis (Koenig, AF, 1890) - endemica  di Madeira e delle Canarie occidentali
- Falco tinnunculus dacotiae Hartert, 1913 - endemica delle Canarie orientali.
- Falco tinnunculus neglectus Schlegel, 1873 -  endemica della parte settentrionale dell'arcipelago di Capo Verde.
- Falco tinnunculus alexandri Bourne, 1955 -  endemica della parte meridionale dell'arcipelago di Capo Verde.
- Falco tinnunculus rupicolaeformis (Brehm, CL, 1855) - presente in Africa orientale e Arabia
- Falco tinnunculus archeri Hartert & Neumann, 1932 - diffusa in Somalia, Kenya e Socotra
- Falco tinnunculus rufescens Swainson, 1837 - diffusa dall'Africa occidentale all'Etiopia, all'Angola e alla Tanzania.